# Clarisse Francillon
Clarisse Francillon (Saint-Imier, 26 januari 1899 - Vevey, 12 juli 1976) was een Zwitserse schrijfster.

## Biografie

### Afkomst en opleiding
Clarisse Francillon was een dochter van Ernest-Etienne Francillon, een industrieel horlogemaker, en was een kleindochter van Ernest Francillon. Na haar schooltijd in Saint-Imier studeerde ze in Nice en Aix-en-Provence. Later verbleef ze tussen Parijs, Zwitserland en de Provence.

### Carrière
Als romanschrijfster van het innerlijke leven presenteerde Francillon voornamelijk vrouwelijke personages die werden verscheurd tussen hun streven naar vrijheid en persoonlijke waardigheid en hun educatieve en sociale conditionering. Haar werken maakten deel uit van de stroming naar meer emancipatie van de vrouw. Ze schreef diverse romans, zoals La Mivoie (1935), Le Plaisir de Dieu (1938), La Lettre (1958), maar ook kortverhalen, zoals Les Nuits sans fête (1942), Le Quartier (1958). Tevens vertaalde ze werken van Malcolm Lowry.

## Werken
- (fr)  Des ronds sur l'eau, 1927.
- (fr)  Francine, 1927.
- (fr)  Chronique locale, 1934.
- (fr)  La Mivoie, 1935.
- (fr)  Béatrice et les Insectes, 1936.
- (fr)  Coquillage, 1937.
- (fr)  Le Plaisir de Dieu, 1938.
- (fr)  Les Nuits sans fêtes, 1942.
- (fr)  Samedi soir, 1944.
- (fr)  La belle orange, 1944.
- (fr)  Les Fantômes, 1945.
- (fr)  Les Meurtrières, 1952.
- (fr)  Festival, 1958.
- (fr)  Quatre ans, 1957.
- (fr)  Le Quartier, 1958.
- (fr)  La lettre, 1958.
- (fr)  Les gens du passage, 1959.
- (fr)  Le Désaimé, 1959.
- (fr)  L'Enfant de septembre, 1960.
- (fr)  Le frère, 1963.
- (fr)  Les Graines de l'orage, 1966.
- (fr)  Le Carnet à lucarnes, 1968.
- (fr)  Vingt-neuf contes, 1968.
- (fr)  Le théâtre des ahuris, 1970.
- (fr)  Le Champ du repos, 1974.

- Bibliothèque nationale de France: cb12413174w (data)
- Gemeinsame Normdatei: 127621504
- Historisch woordenboek van Zwitserland: 016069
- International Standard Name Identifier: 0000 0000 0149 8702
- Nederlandse Thesaurus van Auteursnamen: 15550360X
- Système universitaire de documentation: 033245932
- Virtual International Authority File: 7477284